# Smučarski teki na Zimskih olimpijskih igrah 1976
Smučarski teki na Zimskih olimpijskih igrah 1976.

## Dobitniki medalj

### Moški
| Tekma           | Zlato                                                                    | Srebro                                                              | Bron                                                                                    |
| 15 km           | Nikolaj Bažukov                                                          | Jevgenij Beljajev                                                   | Arto Koivisto                                                                           |
| 30 km           | Sergej Saveljev                                                          | Bill Koch                                                           | Ivan Garanin                                                                            |
| 50 km           | Ivar Formo                                                               | Gert-Dietmar Klause                                                 | Benny Södergren                                                                         |
| 4×10 km štafeta | Finska · Matti Pitkänen · Juha Mieto · Pertti Teurajärvi · Arto Koivisto | Norveška · Pål Tyldum · Einar Sagstuen · Ivar Formo · Odd Martinsen | Sovjetska zveza · YJevgenij Beljajev · Nikolaj Bažukov · Sergej Saveljev · Ivan Garanin |

### Ženske
| Tekma          | Zlato                                                                                  | Srebro                                                                           | Bron                                                                                        |
| 5 km           | Helena Takalo                                                                          | Raisa Smetanina                                                                  | Nina Fyodorova                                                                              |
| 10 km          | Raisa Smetanina                                                                        | Helena Takalo                                                                    | Galina Kulakova                                                                             |
| 4×5 km štafeta | Sovjetska zveza · Nina Fjodorova · Zinaida Amosova · Raisa Smetanina · Galina Kulakova | Finska · Liisa Suihkonen · Marjatta Kajosmaa · Hilkka Riihivuori · Helena Takalo | Vzhodna Nemčija · Monika Debertshäuser · Sigrun Krause · Barbara Petzold · Veronika Schmidt |